# Kaitlyn Maher
Kaitlyn Ashley Maher (Novi, Michigan, 10. siječnja 2004.) američka je pjevačica i glumica.

## Vanjske poveznice
- Kaitlyn Maher na IMDB-u